# Josué Ovalle
Josué Miguel Nehemías Ovalle Aranda (Algarrobo, Chile, 20 de mayo de 2000) es un futbolista profesional chileno que se desempeña como Mediocampista o Extremo en Deportes Concepción de la Primera B de Chile.

## Trayectoria
Oriundo de Algarrobo, comenzó su carrera a los 7 años en el Club El Manzano de su ciudad natal. Luego, pasó al Unión Santo Domingo, en donde jugó hasta los 18 años.
Tras ser descubierto por un veedor de Colo-Colo, se unió a las divisiones inferiores del Cacique, donde formó parte del plantel que se coronó campeón del Torneo Apertura 2019 en la categoría de Proyección. Tras no contar con oportunidades en el primer equipo albo, en noviembre de 2020, es anunciado su fichaje por Deportes Linares de la Segunda División de Chile.En abril de 2021, es anunciado como nuevo jugador de San Antonio Unido de la Segunda División.
En enero de 2022 firma por Deportes Melipilla de la Primera B.Tras el descenso del conjunto melipillano, en enero de 2023 se anuncia su continuidad con el equipo.En diciembre de 2023, se anuncia su continuidad para la siguiente temporada.

## Clubes
| Club                           | País  | Año       |
| ------------------------------ | ----- | --------- |
| Deportes Linares               | Chile | 2020      |
| San Antonio Unido              | Chile | 2021      |
| Deportes Melipilla             | Chile | 2022-2024 |
| Deportes Limache               | Chile | 2025-Act. |
| → Deportes Concepción (cedido) | Chile | 2025-Act. |

## Palmarés

### Distinciones individuales
| Distinción                                     | Año  |
| ---------------------------------------------- | ---- |
| Mejor jugador de Segunda en la Gala Crack Easy | 2024 |